# Nicola Rivelli
Nicola Rivelli (Napoli, 2 dicembre 1955 – Napoli, 24 aprile 2025) è stato un politico italiano.

## Biografia
Esponente prima del Movimento Sociale Italiano e poi di Alleanza Nazionale, fu eletto alla Camera in occasione delle elezioni politiche del 1994. Riconfermato alle politiche del 1996 in quota AN, prima dell'inizio della nuova legislatura passò a Forza Italia.
Alle elezioni politiche del 2001 fu il candidato unitario della Casa delle Libertà nel collegio uninominale di Napoli Pianura per la Camera, ottenendo il 43,8% e non venendo rieletto. 